# Martin Heidegger et la logique

« La logique détachée de son fondement ontologique originaire n'a pas fait un seul pas en avant depuis Aristote en dépit de Hegel et de Kant --  Martin Heidegger, Être et Temps trad Vezin p. 202 »

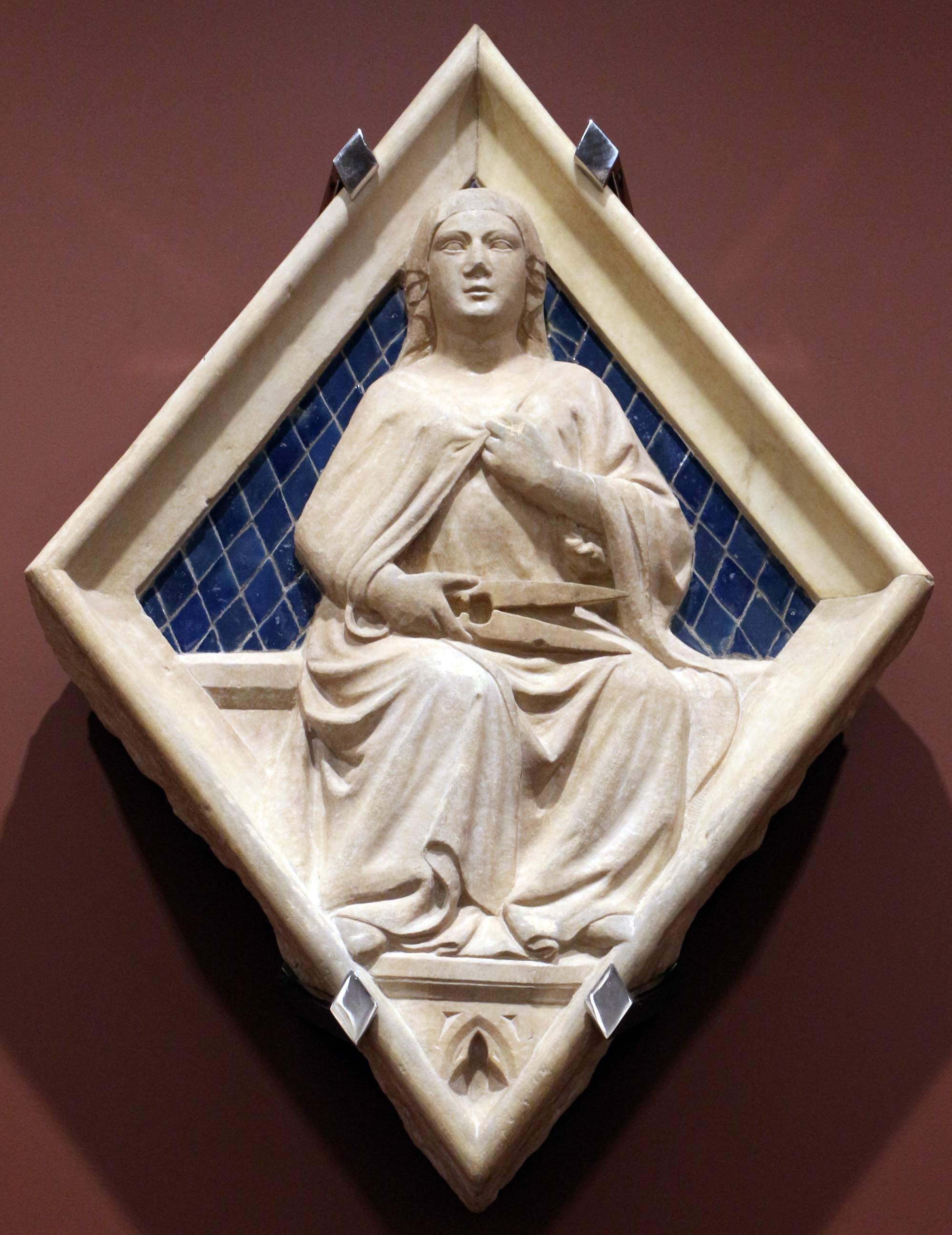
Allégorie de la logique.

Cette déclaration abrupte de Heidegger dans Être et Temps, qui répond à la thématique Heidegger et la logique, ne peut être ainsi avancée que parce que, la question Was ist die Logik (qu'est-ce que la logique), est abordée très tôt dans les œuvres de jeunesse, notamment dès 1912 dans un article consacré aux Recherches récentes sur la Logique puis dans une Dissertation sur La doctrine du jugement dans le psychologisme. Les premiers essais de Heidegger de 1912 à 1915, le portaient en effet à soutenir la nécessité d'une « philosophie logique », comme science rigoureuse, dans la lignée des Recherches logiques  de Husserl et de l'enseignement de son professeur néo-kantien Heinrich Rickert. À cette époque, Heidegger défend encore sous l'influence du théologien Carl Braig, l'indépendance de vérités « supra-temporelles » contre le relativisme et le psychologisme. Dans les deux textes cités Heidegger reconnaît l'importance des Recherches logiques de Husserl qu'il affirmera méditer encore jusqu'en 1963.
C'est à partir d'une définition traditionnelle et triviale de la Logique comme science normative de la pensée et discipline des règles que l'on doit suivre si l'on veut parvenir à la Vérité que Heidegger conduit son interrogation.

## Ébranlement de la logique traditionnelle
La question de l'essence de la logique, Was ist das die Logik ?  intervient très tôt dans les recherches de Heidegger souligne Jean-François Courtine,. Jean Greisch note que cet intérêt pour la logique « se rattache directement au vaste chantier d'une herméneutique de la vie facticielle » que Heidegger avait entrepris. Jean-François Courtine confirme ce lien « […] élaborer la question de l'être, c'était tout naturellement examiner la problématique de la logique dans une tradition aristotélicienne ».
Par ailleurs, pour Heidegger les avancées contemporaines, ceux de Frege et de Russell ne dispensent pas
d'une recherche sur l' « « essence de la logique », qu'il met en œuvre  dès sa dissertation de 1913 sur La Doctrine du jugement dans le psychologisme. Concrètement, il s'agira dans cette recherche, selon Florence Nicolas, de « reconduire la logique à son fondement d'interroger antérieurement à l'enchaînement des propositions étudié par Aristote dans les Analytiques et les Topiques, ce qui rend [possible] la proposition elle-même ». Françoise Dastur observe de son côté, que, chez le philosophe, derrière l'intérêt pour la logique il y a toujours, en arrière fond, « la question  déterminante, celle du « sens de l'être », la Seinsfrage ».
Ce qui est mis en question et notamment après le Tournant, c'est la suprématie inquestionnée de la logique au nom d'une conception de la vérité qui fait apparaître la limitation de la pensée grecque de l'être. Un tel questionnement, observe Françoise Dastur implique une déconstruction critique des thèses fondamentales sur lesquelles est fondée la domination de la logique sur la pensée occidentale à savoir la conception de la vérité dans le jugement, la conception de l'être dans la copule, les thèses sur le langage et la conception du néant. Le Logos est devenu la « région normative », « le lieu de la vérité, où la vérité advient et où elle peut être préservée ». Dominique Janicaud constate « Il y a de la part d'Heidegger un refus, net et constant, de faire recouvrir les domaines respectifs de la pensée logique et de la pensée tout court ».
Dans le cadre de ses travaux sur le fondement philosophique de la logique, Heidegger découvre que même chez Aristote, la theoria  n'était pas une activité éthérée, détachée de la vie, de nature intemporelle, mais au contraire le fait d'un Dasein, historique, engagé dans une existence déterminée. Le jeune professeur de Marbourg, va pouvoir, en adjoignant la logique, à continuer à innover en interprétant systématiquement les phénomènes fondamentaux de la vie facticielle (les manières de se comporter du Dasein), qui avaient été dégagés antérieurement, pour les porter, eux aussi, au niveau d'une détermination catégoriale. Son intuition, lui dit que ce ne sont ni les Grecs, ni Aristote, qui furent à l'origine de cette coupure fondamentale entre théorie et pratique, mais leurs interprètes médiévaux ; les Scolastiques qui l'exagérèrent.
La Scolastique avait fait d'Aristote le père de la « Logique » et l'inventeur de la « « copule » », c'est-à-dire, un penseur qui  n'aurait compris l'être de l'étant qu'à travers la katégoria. Position qui débouche mécaniquement sur une conception étriquée de la Vérité comme étroitement liée à l'énoncé propositionnel ; réduction à laquelle Heidegger va s'opposer en exhumant un Aristote jusqu'ici méconnu, phénoménologue avant la lettre.
Déjà, à la lumière des travaux du théologien, Carl Braig, son ancien professeur et de l'École de Tübingen, le jeune Heidegger avait pressenti qu'il fallait envisager une sorte d'enracinement de la logique dans la vie.
Pour libérer la Logique il s'agira, pour lui, de mettre en évidence l'enracinement de la theoria et de la praxis dans le nouveau concept de « Souci », Souci ou Cura, que lui avait fait découvrir, par ailleurs sa fréquentation du Livre (X) des confessions de Saint Augustin et ses travaux sur la vie des premiers chrétiens (voir Phénoménologie de la vie religieuse), et dont il va s'acharner à trouver les linéament dans l'œuvre même du Stagirite, « Souci » qui va devenir progressivement l'essence même de l' « être » de l'homme dans Être et Temps.

## Les fondements de la logique
La question de l'essence de la logique, Was ist das die Logik ?  intervient très tôt dans les recherches de Heidegger souligne Jean-François Courtine. Heidegger est très conscient des profondes mutations et des avancées dans le domaine de la logique en ce début de siècle et notamment des travaux de Frege et de Russell, nouveautés qu'il écartera néanmoins, comme relevant de la Logistique, c'est-à-dire, selon Jean-François Courtine« cultivant une proximité dangereuse et en tout cas inféconde avec les mathématiques ».
Il estime ainsi, que ces travaux ne dispensent pas d'une recherche sur l'« essence de la logique », dès sa dissertation de 1913 sur La Doctrine du jugement dans le psychologisme. Afin d'en établir un fondement rigoureux, Heidegger cherche à l'ontologiser en la réintégrant dans la philosophie elle-même, comme la nécessité en avait déjà été pressentie avant lui par Leibniz, Kant et Hegel. En tentant de construire une « logique philosophique », Heidegger, cessera de considérer cette discipline comme un organon, un simple entraînement à la pensée formelle selon Jean Greisch.
Il s'agira dans cette recherche de fondement d'interroger antérieurement à l'enchaînement des propositions d'Aristote (Analytiques et Topiques), à exposer ce qui rend possible la proposition elle-même>.

### Une grammaire du sens
Ce que Heidegger poursuit, notamment dans sa thèse d'habilitation de 1915, consacrée à la Doctrine des catégories chez Duns Scot, c'est la mise sur pied d'une grammaire spéculative, « une grammaire du sens, irréductible aux grammaires empiriques ; une grammaire qui serait capable de mettre en lumière le fondement commun à toutes les langues ». C'est de cette « logique du sens » qu'Heidegger attend tout d'abord une clarification du problème du sens de « être » qui le motivait depuis sa lecture de Franz Brentano de 1907.
Heidegger est convaincu que l'édifice de la logique habituelle, basée sur la proposition affirmative (théorie du jugement, théorie du syllogisme), n'est que le produit dérivé et secondaire d'une relation originaire, cachée et non formalisée, entre la pensée et le phénomène. Ce n'est plus la proposition qui va déterminer la vérité, car n'est, elle-même  possible que dans la vérité selon Jean-François Courtine,.
Le principal mérite des avancées modernes sur la logique, correspondant notamment aux travaux de Frege et de Russel, c'est d'avoir découvert sous le jugement, cette dimension proprement logique du sens qui ne peut être ramenée à l'acte de juger en tant que tel, qui le dépasse et qui se tient en attente.
Cet édifice demande à être renversé en effectuant des recherches sur les structures logiques sous-jacentes en prises directes avec les phénomènes de l'existence qui permettent à l'homme d'articuler des signes ayant un sens.
D'où, pour lui, la nécessité, entre autres, de revaloriser toutes les autres formes linguistiques, (interjection, question, prière, ordre, souhait) que le logos apophanticos qui sont, pense-t-il, tout autant que ce dernier, révélatrices d'un sens existential sui généris . Dans cette optique, grammaire et langage quotidien reprennent leur droit face aux formalisations de la logique.

### L'ontologisation de la logique
Dans sa thèse de doctorat La théorie du jugement dans le psychologisme, Heidegger cherche à dégager « un contenu idéal du jugement en soi » qui puisse garantir une objectivité à toute épreuve. Pour ce faire il fait appel à la distinction établie par le philosophe allemand Hermann Lotze entre ce qui « Est » proprement et ce qui « Vaut » ; ce qui « Vaut », c'est le sens et ce qui incarne la logique. D'autre part il tire d'un autre philosophe, Emil Lask, l'idée que la question du sens dépasse en fait toute saisie catégoriale de la réalité.

### Un nouveau paradigme
Ce renversement des fondements de la logique traditionnelle, qui aura des conséquences directes sur l'essence de la vérité (voir article Alètheia), sera rendu possible au sein de la phénoménologie, notamment grâce au concept d' « intuition catégoriale », que Husserl avait introduit dans ses « Recherches logiques ».